# Коронавірусна хвороба 2019 на Реюньйоні
Епідемія коронавірусної хвороби 2019 на Реюньйоні — це поширення пандемії коронавірусної хвороби 2019 на територію Реюньйону. Перший випадок хвороби у цьому заморському департаменті Франції зареєстровано 11 березня 2020 року. Перша смерть на острові зареєстровано 20 травня 2020 року.

## Хронологія

### Березень 2020 року
11 березня 2020 року на острові виявлено перший випадок COVID-19.
14 березня кількість підтверджених випадків на острові зросла до 6.
15 березня кількість випадків хвороби на острові зросла до 7.
18 березня кількість випадків хвороби зросла до 14.
19 березня кількість випадків хвороби подвоїлася до 28.
21 березня кількість випадків хвороби зросла до 47.
22 березня кількість випадків зросла до 64. Місто Сен-Дені повідомило про закриття ринків з 25 березня на невизначений термін.
30 березня 2020 року кількість випадків зросла до 224.
31 березня о 15:00 на острові зареєстровано 247-ий випадок хвороби. За добу виявлено ще 23 випадки хвороби. На той день на острові було 246 активних випадків хвороби.

### Квітень 2020 року
1 квітня 2020 року на острові зареєстровано 281-ий випадок хвороби. Агентство з питань охорони здоров'я повідомило про 195 завезених з-за меж острова випадків, 45 випадків місцевої передачі вірусу, та 1 випадок невстановленої передачі вірусу. Того ж дня повідомлено про одужання 40 хворих.
2 квітня 2020 року на острові зареєстровано 308-ий випадок хвороби. Агентство з питань охорони здоров'я повідомило, що обстежено 267 випадків хвороби, а 41 з них ще слід знайти та обстежити.
3 квітня 2021 року на острові зареєстровано 321-ий випадок хвороби. Більшість з них і далі складають завезені з-за меж острова випадки, зареєстровано 195 завезених з-за меж острова випадків. Госпіталізовано 51 особу, з них 2 в реанімації. 33 медичні працівники захворіли коронавірусною хворобою, зареєстровано 28 хворих жителів Реюньйону за кордоном.
4 квітня кількість випадків хвороби зросла до 334. За останню добу виявлено 35 випадків хвороби, на 2 більше, ніж попереднього дня, а кількість хворих у відділеннях інтенсивної терапії збільшилася з 2 до 4. Кількість контактних осіб оцінено приблизно у 2 тисячі.
5 квітня кількість випадків хвороби на острові зросла до 344. Агентство з питань охорони здоров'я вело спостереження за 313 випадками хвороби. Серед хворих були 10 % неповнолітніх, 47 % людей віком від 18 до 50 років, 29 % від 51 до 65 років та 14 % людей старші 65 років.
6 квітня кількість випадків хвороби на острові зросла до 349. Незважаючи на відносне згладжування кривої виявлених хворих, 9 осіб, які після прибуття на острів мали знаходитись на ізоляції, порушили карантинні розпорядження префектури, залишивши своє місце перебування на карантині в готелі.
7 квітня кількість випадків хвороби зросла до 358, продовживши тенденцію падіння кількості нових випадків за добу. Колишня лікарня Габріеля Мартіна у Сен-Полі знову відкрила притулок для бездомних. Дослідник креольської мови Реюньйону Робер Шоденсон, який створив перший словник цієї мови, помер у Ліоні у віці 82 років від COVID-19.
9 квітня кількість випадків хвороби зросла до 376. Кількість одужань зросла до 199 осіб.
10 квітня кількість випадків хвороби зросла до 382. У закладі для осіб похилого віку, які перебувають на утриманні, було виявлено 3 випадки безсимптомного інфікування коронавірусом.
11 квітня кількість випадків хвороби зросла до 388. Не повідомлялось в закладі для осіб похилого віку. Другий тиждень квітня розпочався падінням кількості нових випадків хвороби, внаслідок чого проведено послаблення карантинних норм.
14 квітня у Ла-Поссесії відкрився спеціальний медичний центр для лікування хворих COVID-19.
17 квітня підтверджено позитивний тест на COVID-19 в ув'язненого у в'язниці Доменіод. Станом на 23 квітня у всіх осіб, які контактували з ним, тест на коронавірус був негативний. 27 квітня цього ув'язненого, хвороба в якого перебігала безсимптомно, повернули до в'язниці та ізолювали в спеціальному крилі.
24 квітня «L'Association Culturelle des Jeunes du Tampon» розпочала роздачу подарунків з продуктами харчування на час Рамадану, щоб допомогти малозабезпеченим верствам населення. 67 жителів Франції, у тому числі 3 немовлят, що опинилися на Мадагаскарі та Реюньйоні, були репатрійовані на батьківщину.
25 квітня не повідомлялося про нові смерті від COVID-19, однак Реюньйон був охоплений двома епідеміями хворіб, оскільки у той день повідомлено про четверту смерть від гарячки денге. На той день на острові було зареєстровано понад 4200 випадків гарячки денге.
30 квітня мер міста Брас-Панон Даніель Гонтьє повідомив, що школи у його місті не відкриються 18 травня. Реюньйон на той день був занесений до зеленої зони; на той день 5 хворих перебували в лікарні, у тому числі 1 у реанімації. Максимальна ціна маски становила 0,95 євро. Протягом місяця на острові зареєстровано 173 нових випадки хвороби, загальна кількість випадків хвороби досягла 420. Кількість одужань зросла до 300, на острові наприкінці місяця було 120 активних випадків хвороби (на 51 % менше, ніж наприкінці березня).

### Травень 2020 року
3 травня мер Ле-Тампона Андре Тьєн Ах Кун не збирався знову відкривати школи 18 травня. Незважаючи на те, що служба охорони здоров'я острова запевнила мера, що на території муніципалітету офіційно немає випадків коронавірусної хвороби, він вважав основним пріоритетом захист дітей.
5 травня уряд Франції запровадив виплату в розмірі 200 євро для всіх студентів віком до 25 років з-за меж континентальної частини країни, які перебувають у Франції. Союз студентів Франції висловив розчарування розміром цієї виплати, та назвав її недостатнім кроком.
11 травня мечеть у Сен-Дені попросила людей зберігати терпіння. Повне відновлення релігійних церемоній заплановано на 29 травня, проте деякі вважали за краще відкрити мечеть 24 або 25 травня, щоб святкувати Ід-аль-Фітр. Настоятель мечеті Ікбал Інгар вважав безпеку віруючих абсолютним пріоритетом. 11 травня місця для поклоніння були знову відкриті, але вхід усередину мечеті було обмежено до 10 осіб.
20 травня повідомлено про першу смерть від COVID-19 на острові, помер 82-річний чоловік, діагноз якому виставили на Майотті, та 9 травня перевели на Реюньйон.
У травні на острові було зареєстровано 51 новий випадок хвороби, загальна кількість випадків хвороби на Реюньйоні досягла 471. Один хворий помер, 111 хворих одужали, загальна кількість одужань збільшилась до 411. На кінець місяця на острові було 59 активних випадків хвороби, менш ніж половина кількості активних випадків на кінець попереднього місяця.

### Червень-серпень 2020 року
24 червня від коронавірусної хвороби помер 19-річний чоловік, якого напередодні перевезли з Майотти.
Протягом червня на острові зареєстровано 55 нових випадків хвороби, загальна кількість випадків зросла доа 526. Кількість померлих подвоїлася до 2, а кількість одужань збільшилася на 61 до 472. Наприкінці місяця на острові було 52 активні випадки хвороби, на 12 % менше, ніж наприкінці травня.
У липні на острові зареєстровано 134 нові випадки хвороби, загальна кількість випадків хвороби зросла до 660. Кількість померлих зросла вдвічі до 4. Кількість одужань зросла на 120 до 592, на кінець місяця на острові залишилось 64 активні випадки хвороби, на 23 % більше порівняно з попереднім місяцем.
23 серпня агентство охорони здоров'я острова повідомило про виявлення 92 нових випадків COVID-19, що є максимальною кількістю на той день. На той день на острові з початку епідемії зареєстровано 1209 випадків хвороби, 9 активних кластерів хвороби, 9 хворих перебували у відділенні інтенсивної терапії. Агентство також повідомило, що з 1091 встановлених випадків 43 % завезені з-за кордону.
26 серпня на острові виявлено в цілому 13 кластерів хвороби, 9 з яких знаходились у Сен-Дені.
У серпні на острові зареєстровано 1019 нових випадків хвороби, загальна кількість випадків хвороби зросла до 1679. Кількість померлих збільшилася більш ніж удвічі до 9. На кінець місяця на острові було 790 активних випадків хвороби.

### Вересень-грудень 2020 року
2 вересня агентство охорони здоров'я підтвердило 82 нові випадки COVID-19, в результаті чого загальна кількість підтверджених випадків досягла 1768, а число смертей досягло 5 (2 реюньйонці померли за межами острова). Протягом місяця було зареєстровано 2314 нових випадків хвороби, загальна кількість випадків хвороби досягла 3993. Кількість померлих зросла до 16.
У жовтні на острові зареєстровано 1666 нових випадків хвороби, загальна кількість випадків хвороби зросла до 5659. Кількість померлих зросла до 24.
У листопаді на острові зареєстровано 2395 нових випадків хвороби, загальну кількість випадків хвороби зросла до 8054. Кількість померлих зросла до 40.
У грудні на острові зареєстровано 983 нових випадки хвороби, загальна кількість випадків хвороби зросла до 9037. Кількість померлих зросла до 42.

### Січень-березень 2021 року
16 січня на Реюньйоні був підтверджений варіант 501.V2.
У січні на острові зареєстровано 1157 нових випадків хвороби, загальна кількість випадків хвороби на острові зросла до 10194. Кількість померлих зросла до 46.
У лютому на острові зареєстровано 2931 новий випадок хвороби, загальна кількість випадків хвороби зросла до 13125. Кількість померлих зросла до 59.
У березні на острові зареєстровано 3461 новий випадок хвороби, загальна кількість випадків хвороби зросла до 16586. Кількість померлих зросла до 115.

### Квітень-липень 2021 року
У квітні на острові зареєстровано 4865 нових випадків хвороби, загальна кількість випадків хвороби зросла до 21451. Кількість померлих зросла до 150.
У травні на острові зареєстровано 4624 нових випадки хвороби, загальна кількість випадків хвороби зросла до 26075. Кількість померлихх зросла до 203. До 30 травня 165563 особи отримали перше щеплення, а 78838 осіб — два щеплення.
У червні на острові зареєстровано 5770 нових випадків хвороби, загальна кількість випадків хвороби зросла до 31845. Кількість померлих зросла до 244. До 26 червня 233018 осіб отримали перше щеплення, а 163826 осіб були повністю щеплені.
У липні на острові зареєстровано 8400 нових випадків хвороби, загальна кількість випадків хвороби зросла до 40245. Кількість померлих зросла до 288. До 30 липня 335794 особи отримали перше щеплення, а 244753 особи — два щеплення.

### Серпень-грудень 2021 року
У серпні було зареєстровано 10101 новий випадок хвороби, що збільшило загальну кількість підтверджених випадків до 50346. Кількість смертей зросла до 342. Станом на 30 серпня 446119 осіб отримали одне щеплення, а 378394 – обидва.
У вересні було зареєстровано 3336 нових випадків хвороби, що збільшило загальну кількість підтверджених випадків до 53682. Кількість померлих зросла до 366. До кінця вересня 452332 особи були повністю вакциновані.
У жовтні було зареєстровано 1443 нових випадки хвороби, внаслідок чого загальна кількість підтверджених випадків склала 55125. Кількість смертей зросла до 376.
Перший підтверджений випадок штаму B.1.1.529 у Франції був виявлений на Реюньйоні 30 листопада. 53-річний чоловік подорожував з Мозамбіку до Реюньйону через міжнародний аеропорт імені О. Р. Тамбо в ПАР та міжнародний аеропорт імені сера Сівусагура Рамгулама, залишивши Мозамбік 19 листопада та прибувши на Реюньйон наступного дня. У нього двічі був негативний тест 19 листопада (в Мозамбіку і на Маврикії) і один раз після прибуття на Реюньйон 20 листопада. Четвертий тест через два дні виявився позитивним, і згодом у чоловіка виявили штам Омікрон.
У листопаді було зареєстровано 6063 нових випадки, що збільшило загальну кількість підтверджених випадків до 61188. Кількість померлих зросла до 384. До кінця листопада 513 730 осіб були повністю вакциновані.
Другий випадок зараження штамом «омікрон», пов'язаний з поїздками, підтверджено 3 грудня.
У грудні було зареєстровано 15414 нових випадків хвороби, що збільшило загальну кількість підтверджених випадків до 76602. Кількість смертей зросла до 409. До кінця грудня 533382 особи були повністю вакциновані.

### Січень–червень 2022
У січні було зареєстровано 149403 нових випадків хвороби, що збільшило загальну кількість підтверджених випадків до 226005. Кількість померлих зросла до 531. До кінця січня 546486 осіб були повністю вакциновані.
У лютому було зареєстровано 76157 нових випадків хвороби, що збільшило загальну кількість підтверджених випадків до 302162. Кількість померлих зросла до 666. До кінця лютого 557033 особи були повністю вакциновані.
У березні було зареєстровано 45779 нових випадків хвороби, що збільшило загальну кількість підтверджених випадків до 347941. Кількість померлих зросла до 720. На кінець березня 561169 осіб були повністю вакциновані.
У квітні було зареєстровано 50174 нових випадків хвороби, що збільшило загальну кількість підтверджених випадків до 398115. Кількість померлих зросла до 756. До кінця квітня 562283 особи були повністю вакциновані.
У травні було зареєстровано 18546 нових випадків хвороби, що збільшило загальну кількість підтверджених випадків до 416661. Кількість померлих зросла до 784. До кінця травня 564150 осіб були повністю вакциновані.
У червні було зареєстровано 6108 нових випадків хвороби, що збільшило загальну кількість підтверджених випадків до 422769. Кількість померлих зросла до 819. До кінця червня 575196 осіб були повністю вакциновані.

### Липень–грудень 2022 року
У липні було зареєстровано 17978 нових випадків хвороби, що збільшило загальну кількість підтверджених випадків до 440747. Кількість смертей зросла до 845.
У серпні було зареєстровано 22408 нових випадків хвороби, що збільшило загальну кількість підтверджених випадків до 463155. Кількість смертей зросла до 874.
У вересні було зареєстровано 9181 новий випадок хвороби, що збільшило загальну кількість підтверджених випадків до 472336. Кількість смертей зросла до 894.
У жовтні було зареєстровано 1775 нових випадків хвороби, що збільшило загальну кількість підтверджених випадків до 474111. Кількість смертей зросла до 899.
У листопаді було зареєстровано 3194 нових випадки хвороби, що збільшило загальну кількість підтверджених випадків до 477305. Кількість смертей зросла до 903.

## Заходи боротьби з поширенням хвороби
Усі заходи, запроваджені президентом Франції Емманюелем Макроном у березні 2020 року, були продубльовані на місцевому рівні префектом Жаком Більяном.
- Аеропорт і порти на острові закриті.[76]
- Закриті усі ресторани та бари, заборонені всі громадські заходи.[76]
- Усі школи на острові закриті.[76] З 18 травня 2020 року школи мали відкритися, проте 13 мерів заявили, що в їх містах школи будуть закриті й надалі.[77]
- Заборонено виходити з дому, крім невідкладних випадків.[76]
- З 17:00 1 квітня заборонено продаж алкогольних напоїв.[78]
- З 10 квітня усі магазини, включаючи супермаркети, мають закриватися о 19:00.[79]
- 11 травня розпочнеться новий етап карантинних обмежень, підприємства знову відкриються, зберігається масковий режим, а пляжі знову відкриються. Ресторани та бари знову не будуть працювати. Для осіб, які прибувають на острів, встановлений обов'язковий 14-денний карантин.[80]